# Some Enchanted Evening (Simpsons)
"Some Enchanted Evening" är det trettonde och avslutande avsnittet i första säsongen av Simpsons. Avsnittet sändes första gången på Fox Broadcasting Company den 13 maj 1990. I avsnittet avslöjar Bart, Lisa och Maggie den ökända "The Babysitter Bandit" medan Homer och Marge tillbringar en romantisk kväll ute på stan för att förbättra sitt äktenskap.

## Handling
Marge är deprimerad över att Homer tar henne för given. Hon ringer Dr Marvin Monroes radioshow där han uppmanar henne att konfrontera Homer. Homer, som har hört samtalet via en radio på jobbet, mår dåligt och undrar hur han kan få Marge att tycka om honom. Han går till Moe's Tavern efter jobbet och Moe råder honom att ge henne en bukett rosor och en chokladask. När Homer kommer hem med presenterna blir Marge genast på bättre humör och en ångerfull Homer berättar för Marge att de ska gå och äta middag på en fin restaurang med dans och övernatta på ett motell.
Marge och Homer behöver nu en barnvakt och de anlitar Ms. Botz från "Rubber Baby Buggy Bumper babysitting service". Ms. Botz kommer och lägger Maggie och tvingar Bart och Lisa att titta på The Happy Little Elves. Efter att Ms. Botz lämnar de två ett kort ögonblick byter Bart till en tv-kanal där man sänder "America's Most Armed and Dangerous", som denna gång handlar om en efterlyst inbrottstjuv, kallad "The Babysitter Bandit". När en bild av den misstänkte visas inser Bart och Lisa att Ms. Botz är "The Babysitter Bandit". Ms. Botz kommer samtidigt in i vardagsrummet och inser att de vet vem hon är. Bart och Lisa försöker då gömma sig men hon hittar dem, binder fast dem, och börjar packa familjens ägodelar i sina resväskor. Maggie vaknar och ser att hennes syskon är fastbundna, och frigör då Bart och Lisa. Ms. Botz upptäcker att Maggie vaknat och följer efter henne med resultat att Bart slår henne med ett basebollträ. De binder fast Ms. Botz, och går till en närliggande telefonautomat för att ringa "America's Most Armed and Dangerous" och ber dem att hämta henne.
Under tiden försöker Marge ringa hem för att kolla så att allt går bra, men får inget svar och blir orolig. Marge och Homer beslutar sig för att åka hem. De upptäcker att Ms. Botz är fastbunden och har munkavle samtidigt som hon ser på tv. Homer frigör henne, ovetande om hennes riktiga identitet och betalar henne. Ms. Botz lämnar huset med familjens ägodelar, bara några sekunder innan barnen anländer med tv-teamet som ska arrestera henne. Homer börjar då skälla ut Bart för vad han gjort och tv-teamet frågar Homer om han släppt "The Babysitter Bandit" och Homer inser vad han gjort. Homer säger då att han fajtades med henne och varnade henne för konsekvenserna om hon skulle stöta på Homer igen.
När Homer och Marge till slut går och lägger sig ser Homer sitt uttalande i tv och blir deprimerad. Marge försöker få honom att bli på bättre humör med att berätta hur duktiga hans barn var, så de måste göra något rätt.

## Produktion
"Some Enchanted Evening" var det sista avsnittet av den första säsongen, men var tänkt att vara det första avsnittet efter att serien slutat med The Tracey Ullman Show. Huvudfigurerna fanns redan, och man tvingades utöka avsnittet till en halvtimme. Avsnittet var därför tänkt som en introduktion till figurerna. Matt Groening och Sam Simon skrev manuset för avsnittet och båda är omnämnda som seriens utvecklare. Namnet Ms. Botz kommer från en barnvakt till Matt Groening. Avsnittet regisserades av Kent Butterworth. Klasky-Csupo hade producerat kortfilmerna för Simpsons och nu anlitade de även filmstudion AKOM i Sydkorea.
Detta avsnitt var det första för Gracie Films från AKOM och James L. Brooks gillade inte resultatet. Brooks och Klasky-Csupo animationsstudio var inte överens om resultatet. Gabor Csupo förnekade att det var något fel med animationen utan menade att det var manuset som var problematiskt. Enligt producenterna var problemet med animationen att det inte var en stil som passade showen, de flesta animeringar liknar inte verkligheten. Producenterna ville ha en realistisk miljö där figurerna och föremålen bara kunde göra sådant som var möjligt i den verkliga världen. Ett exempel från de tidiga animeringarna var att dörrarna såg ut att vara gjorda av gummi när de smällde. Stilen liknade Hanna-Barbera Productions ljudmässigt, något som de inte ville ha heller. Producenterna bestämde sig för att avbryta produktionen av serien om avsnittet "Bart the Genius" blev som detta avsnitt, men det visade sig finnas endast ett fåtal problem. Producenterna bad Fox att senarelägga premiären i flera månader och premiären bytte sedan till "Simpsons Roasting on an Open Fire", som sändes i december. Detta gav mer tid att fixa animeringsproblemet och David Silverman fick ta över detta avsnitt som regissör.
Silverman har beräknat att omkring 70 procent av arbetet fick göras om. De flesta ändringarna bestod av att ändra bakgrund. Fortfarande finns tendenser till dörrar som ser ut att vara gjorda av gummi. Fox ville byta ut meningen "the blue thing with the things", eftersom de ansåg den var alltför sexuell. På grund av att Fox var relativt nya, hade Jim Brooks fått igenom en avtalsbestämmelse som säkerställde att nätverket inte fick ändra processen, utan de kunde ignorera det om så önskades. Avsnittet innehåller några tidiga designer på rollfigurerna, exempelvis har Moe Szyslak svart hår och Barney Gumble är blont. Santa's Little Helper medverkar inte i avsnittet, eftersom han inte fanns från början. Homer jobbar inte heller som säkerhetsinspektör, ett jobb han fick i några tidigare avsnitt. I avsnittet gjordes rösten till Moe från början av Christopher Collins, men senare spelade man in en ny version med Hank Azaria.

## Kulturella referenser
När Ms. Botz letar efter Bart i källaren påminner det om när Robert Mitchum letar efter en ung pojke i filmen Trasdockan. I Moe's Tavern spelar man "The Man That Got Away".

## Mottagande
Penny Marshall, som gjorde rösten för Ms. Botz, är enligt America Online den 25:e bästa gästskådespelaren i serien. Enligt Al Jean tror han att tittarna anser att detta är det bästa avsnittet av första säsongen. Under 2006 gav IGN.com avsnittet "The Crepes of Wrath" priset som det bästa avsnittet i första säsongen. Avsnittet hamnade på 12:e plats över mest sedda program under veckan och fick en Nielsen rating på 15,4 vilket ger 14,2 miljoner hushåll.